# Mario & Sonic at the Olympic Games
Mario & Sonic at the Olympic Games är titeln på ett spel till Wii och Nintendo DS, som utvecklats av det japanska företaget Sega. Spelet släpptes i november 2007 till Wii och kom till Nintendo DS i februari 2008. Det är första gången som en crossover mellan Mario och Sonic the Hedgehog, som symboliserade konsolkriget mellan Nintendo och Sega under 1990-talet, sker.

## Figurer
Följande figurer kan man spela med:
- Från Mariospelen:
  - Mario
  - Luigi
  - Prinsessan Peach
  - Daisy
  - Yoshi
  - Wario
  - Waluigi
  - Bowser

Donkey Kong (dock inte 2008)
Bowser Jr. (dock inte 2008)
- Från Sonicspelen:
  - Sonic
  - Knuckles the Echidna
  - Tails
  - Amy Rose
  - Blaze
  - Vector
  - Shadow
  - Dr Eggman

Silver (dock inte 2008)
Metal Sonic (dock inte 2008)
- Övrigt
  - Mii